# Vänge socken, Uppland
Vänge socken i Uppland ingick i Ulleråkers härad, ingår sedan 1971 i Uppsala kommun och motsvarar från 2016 Vänge distrikt.
Socknens areal är 55,26 kvadratkilometer varav 54,17 land. År 2000 fanns här 1 765 invånare.  Tätorten och kyrkbyn Vänge med sockenkyrkan Vänge kyrka ligger i socknen.   

## Administrativ historik
Vänge socken har medeltida ursprung.
Vid kommunreformen 1862 övergick socknens ansvar för de kyrkliga frågorna till Vänge församling och för de borgerliga frågorna bildades Vänge landskommun. Mellan 1895 och 1934 var Läby församling införlivad i denna församling som då bar namnet Vänge och Läby församling. Landskommunen uppgick 1952 i Norra Hagunda landskommun som 1971 uppgick i Uppsala kommun. Församlingen uppgick 2006 i Norra Hagunda församling.
1 januari 2016 inrättades distriktet Vänge, med samma omfattning som församlingen hade 1999/2000.  
Socknen har tillhört län, fögderier, tingslag och domsagor enligt vad som beskrivs i artikeln Ulleråkers härad. De indelta soldaterna tillhörde Upplands regemente, Bälinge (Uppsala) kompani och Livregementets dragonkår, Norra Upplands och Uppsala skvadron.

## Geografi
Vänge socken ligger väster om Uppsala kring Hågaån. Socknen har dalbygd kring ån och är däromkring en småkuperad skogsbygd.
De byar och gårdar i Vänge som existerat sedan 1500-talet eller längre är Almby, Brunna, Bärby, Ekeby, Fiby, Finnsta, Jobsbo, Karbo, Kil, Kångebo, Körlinge, Lundby, Långtibble, Nåstuna, Täby, Vangsby, Väsby och Älvsby.

## Fornlämningar
Från bronsåldern finns spridda gravrösen, en mängd skärvstenshögar och ett antal skålgropsförekomster. Från järnåldern finns 19 gravfält och två fornborgar.  Sex runristningar är funna. Vid Lilla Kil påträffades 1880 ett bronåldersfynd bestående av åtta halsringar av brons.

## Namnet
Namnet skrevs 1291 Vengium och innehåller vänge eller vång 'en bys inägor'. Det har också föreslagits innehålla ett ord med betydelsen 'något böjt' som dock inte utretts fullt ut.